# ジョン・ドッドソン
ジョン・ドッドソン（John Dodson、1984年9月26日 - ）は、アメリカ合衆国の男性プロ総合格闘家。ニューメキシコ州アルバカーキ出身。ジャクソンズMMA所属。TUF 14バンタム級優勝。現BKFCフライ級王者。元Sherdog世界フライ級ランキング1位。元UFC世界フライ級ランキング1位。ジョン・ダドソンとも表記される。

## 経歴
学生時代はレスリング、アメリカンフットボール、陸上に励む。レスリングでは2度の州王者の経験がある。高校卒業後はニューメキシコ大学に通いながらグレッグ・ジャクソンの下で総合格闘技の練習を始めた。
2004年にプロ総合格闘家デビュー。2戦目ではDEMOLITIONで漆谷康宏と対戦し、プロ初黒星を喫している。

### TUF
2011年、リアリティ番組「The Ultimate Fighter」のThe Ultimate Fighterシーズン14に参加。ジェイソン・"メイヘム"・ミラー率いるチーム・ミラーに所属。バンタム級トーナメント1回戦でチーム・ビスピンのジョン・アルバートを判定勝ちで下し、準決勝ではチームメイトのジョニー・ベッドフォードにKO勝ちを収め、決勝進出を果たした。
2011年12月3日、The Ultimate Fighter 14 Finaleのバンタム級トーナメント決勝でTJ・ディラショーと対戦し、左フックでダウンを奪い追撃のパウンドでTKO勝ちを収めトーナメント優勝を果たし、ノックアウト・オブ・ザ・ナイトを受賞した。

### UFC
2012年5月5日、UFC本戦初出場となったUFC on FOX 3でティム・エリオットと対戦し、3-0の判定勝ちを収めた。
2013年1月26日、UFC on FOX 6の世界フライ級タイトルマッチで王者デメトリアス・ジョンソンに挑戦。試合前半にダウンを奪ったが、0-3の判定負けを喫し王座獲得に失敗。ファイト・オブ・ザ・ナイトを受賞した。
2013年10月19日、UFC 166でダレル・モンタギューと対戦し、1RKO勝ち。ノックアウト・オブ・ザ・ナイトを受賞した。
2014年6月7日、UFC Fight Night: Henderson vs. Khabilovでフライ級ランキング5位のジョン・モラガと対戦し、ドクターストップでTKO勝ち。
2015年5月23日、UFC 187でフライ級ランキング9位のザック・マコウスキーと対戦し、判定勝利。
2015年9月5日、UFC 191のUFC世界フライ級タイトルマッチで王者デメトリアス・ジョンソンと再戦し、判定負けを喫し王座獲得に失敗した。
2016年、UFCフライ級では王者DJとの試合以外は無敗であることから、やることが無くなり1階級上（約5kg上）のバンタム級に転向。
2016年4月16日、バンタム級転向初戦となったUFC on FOX 19でマニー・ガンブリャンと対戦し、パンチラッシュでTKO勝ち。
2016年10月1日、UFC Fight Night: Lineker vs. Dodsonでバンタム級ランキング3位のジョン・リネカーと対戦し、判定負け。
2017年4月22日、UFC Fight Night: Swanson vs. Lobovでバンタム級ランキング10位のエディ・ワインランドと対戦し、3-0の判定勝ち。
2017年11月11日、UFC Fight Night: Poirier vs. Pettisでバンタム級ランキング9位のマルロン・モラエスと対戦し、1-2の判定負け。
2018年3月3日、UFC 222でバンタム級ランキング10位のペドロ・ムニョスと対戦し、2-1の判定勝ち。 
2018年9月8日、UFC 228でバンタム級ランキング5位のジミー・リベラと対戦し、0-3の判定負け。
2019年2月23日、UFC Fight Night: Błachowicz vs. Santosでバンタム級ランキング14位（のちのUFCバンタム級王者）のピョートル・ヤンと対戦し、2Rにダウンを奪うも0-3の判定負け。
2020年8月15日、UFC 252でバンタム級ランキング15位（のちのUFCバンタム級王者）のメラブ・ドバリシビリと対戦し、0-3の判定負け。
この試合を最後にUFCを離脱。UFC在籍時の最高ランキングは、UFCバンタム級7位、UFCフライ級1位であった。
2020年にUFC離脱発表後、すぐにRIZINと契約。しかし、新型コロナウイルス蔓延により日本政府の入国規制が発令され、RIZINへの参戦が困難となった。

### BKFC
2022年6月、契約元のRIZINの許可を得て、ベアナックル・ボクシング団体BKFCと契約。
2022年8月27日、BKFC 28でライアン・ブノワとベアナックル・ボクシングルールで対戦し、1RKO勝ち。
2023年8月11日、BKFC 48でBKFCフライ級タイトルマッチを行い、ジョシュア・リッジと対戦し1R KO勝ち。BKFCフライ級王者となった。

### RIZIN
2020年のUFC離脱発表後、すぐにRIZINと複数試合契約を結んだ。しかし、日本政府のコロナウイルスでの入国規制により日本に入国できなくなり、RIZINデビュー戦が2022年へと延期。その後、改めてRIZINと複数試合契約を結び直して、2022年12月にデビュー戦が決定した。また、引き続きBKFCにも参戦することも契約元のRIZINに許可された。
2022年12月31日、RIZIN初参戦となったRIZIN.40で所英男と対戦し、左ストレートでダウンを奪いパウンドで1RKO勝ちを収めた。
2023年5月6日、RIZIN.42でZSTフライ級王者の竿本樹生と対戦し、3-0の判定勝ちを収めた。
2023年12月31日、RIZIN.45でRIZINバンタム級 日本トーナメント2021優勝者の扇久保博正と対戦し、グラウンドの攻防で劣勢となり、0-3で判定負け。
2024年7月28日、超RIZIN.3で征矢貴とベアナックルルールで対戦し、3-0の判定勝ちを収めた。
2025年5月4日、RIZIN男祭りで征矢貴と総合格闘技ルールで再戦し、0-3の判定負けを喫しリベンジを許した。

## 人物
- RIZIN公式YouTube - ジョン・ドッドソン本人が語る自身の人物像・人生・キャリア振り返りインタビュー[映像 1]

## 戦績

### 総合格闘技
| 総合格闘技 戦績 | 総合格闘技 戦績 | 総合格闘技 戦績 | 総合格闘技 戦績 | 総合格闘技 戦績 | 総合格闘技 戦績 | 総合格闘技 戦績 |
| --------------- | --------------- | --------------- | --------------- | --------------- | --------------- | --------------- |
| 39 試合         | (T)KO           | 一本            | 判定            | その他          | 引き分け        | 無効試合        |
| 24 勝           | 11              | 2               | 11              | 0               | 0               | 0               |
| 15 敗           | 0               | 0               | 15              | 0               | 0               | 0               |

| 勝敗 | 対戦相手                 | 試合結果                             | 大会名                                                             | 開催年月日     |
| ×    | 征矢貴                   | 5分3R終了 判定0-3                    | RIZIN男祭り                                                        | 2025年5月4日   |
| ×    | 扇久保博正               | 5分3R終了 判定0-3                    | RIZIN.45                                                           | 2023年12月31日 |
| ○    | 竿本樹生                 | 5分3R終了 判定3-0                    | RIZIN.42                                                           | 2023年5月6日   |
| ○    | 所英男                   | 1R 1:43 TKO（左ストレート→パウンド） | RIZIN.40                                                           | 2022年12月31日 |
| ○    | フランシスコ・リベラ     | 5分3R終了 判定3-0                    | XMMA 4: Black Magic                                                | 2022年4月2日   |
| ×    | コーディ・ギブソン       | 5分3R終了 判定0-3                    | XMMA 3: Vice City                                                  | 2021年10月23日 |
| ×    | メラブ・ドバリシビリ     | 5分3R終了 判定0-3                    | UFC 252: Miocic vs. Cormier 3                                      | 2020年8月15日  |
| ○    | ナサニエル・ウッド       | 3R 0:16 TKO（左フック→パウンド）     | UFC Fight Night: Anderson vs. Błachowicz 2                         | 2020年2月15日  |
| ×    | ピョートル・ヤン         | 5分3R終了 判定0-3                    | UFC Fight Night: Błachowicz vs. Santos                             | 2019年2月23日  |
| ×    | ジミー・リベラ           | 5分3R終了 判定0-3                    | UFC 228: Woodley vs. Till                                          | 2018年9月8日   |
| ○    | ペドロ・ムニョス         | 5分3R終了 判定2-1                    | UFC 222: Cyborg vs. Kunitskaya                                     | 2018年3月3日   |
| ×    | マルロン・モラエス       | 5分3R終了 判定1-2                    | UFC Fight Night: Poirier vs. Pettis                                | 2017年11月11日 |
| ○    | エディ・ワインランド     | 5分3R終了 判定3-0                    | UFC Fight Night: Swanson vs. Lobov                                 | 2017年4月22日  |
| ×    | ジョン・リネカー         | 5分5R終了 判定1-2                    | UFC Fight Night: Lineker vs. Dodson                                | 2016年10月1日  |
| ○    | マニー・ガンブリャン     | 1R 0:47 TKO（スタンドパンチ連打）    | UFC on FOX 19: Teixeira vs. Evans                                  | 2016年4月16日  |
| ×    | デメトリアス・ジョンソン | 5分5R終了 判定0-3                    | UFC 191: Johnson vs. Dodson 2 【UFC世界フライ級タイトルマッチ】    | 2015年9月5日   |
| ○    | ザック・マコウスキー     | 5分3R終了 判定3-0                    | UFC 187: Johnson vs. Cormier                                       | 2015年5月23日  |
| ○    | ジョン・モラガ           | 2R終了時 TKO（ドクターストップ）     | UFC Fight Night: Henderson vs. Khabilov                            | 2014年6月7日   |
| ○    | ダレル・モンタギュー     | 1R 4:13 KO（左フック）               | UFC 166: Velasquez vs. dos Santos 3                                | 2013年10月19日 |
| ×    | デメトリアス・ジョンソン | 5分5R終了 判定0-3                    | UFC on FOX 6: Johnson vs. Dodson 【UFC世界フライ級タイトルマッチ】 | 2013年1月26日  |
| ○    | ジュシー・フォルミーガ   | 2R 4:35 TKO（左フック→パウンド）     | UFC on FX 5: Browne vs. Bigfoot                                    | 2012年10月5日  |
| ○    | ティム・エリオット       | 5分3R終了 判定3-0                    | UFC on FOX 3: Diaz vs. Miller                                      | 2012年5月5日   |
| ○    | TJ・ディラショー         | 1R 1:54 TKO（左フック→パウンド）     | The Ultimate Fighter 14 Finale 【バンタム級トーナメント 決勝】     | 2011年12月3日  |
| ○    | ジョン・モラガ           | 5分3R終了 判定3-0                    | Nemesis Fighting: MMA Global Invasion                              | 2010年12月11日 |
| ○    | ジェシー・リグルマン     | 5分3R終了 判定3-0                    | UWC 8: Judgment Day                                                | 2010年5月22日  |
| ×    | パット・ルネズ           | 5分5R終了 判定1-2                    | UWC 7: Redemption 【UWCフライ級王座決定戦】                        | 2009年10月3日  |
| ○    | ホセ・ルーハン           | 1R 0:52 TKO（パンチ）                | Duke City MMA Series 2                                             | 2009年7月25日  |
| ○    | ホセ・ヴィラリスコ       | 5分3R終了 判定3-0                    | Ultimate Warrior Challenge 5                                       | 2009年2月21日  |
| ×    | マイク・イーストン       | 5分3R終了 判定1-2                    | Ultimate Warrior Challenge 4                                       | 2008年10月11日 |
| ○    | ヴァーン・バカ           | 2R 1:06 TKO（パンチ）                | Battlequest 8                                                      | 2008年4月11日  |
| ○    | ザック・ホワイト         | 1R 3:42 リアネイキドチョーク         | Last Man Standing 2                                                | 2007年12月15日 |
| ×    | ビル・ボーランド         | 5分3R終了 判定0-3                    | UCW 7: Anarchy                                                     | 2007年4月7日   |
| ○    | ジェイク・ロング         | 1R TKO（パンチ）                     | Last Man Standing 1                                                | 2007年3月17日  |
| ○    | クリント・ゴドフリー     | 5分2R終了 判定3-0                    | Ring of Fire 27: Collision Course                                  | 2006年12月9日  |
| ×    | ジョー・ドーアティ       | 5分3R終了 判定0-3                    | Ring of Fire 25: Overdrive                                         | 2006年7月29日  |
| ○    | シャレド・モアランド     | 1R 2:55 TKO（パンチ）                | Rumble in the Rockies                                              | 2006年2月18日  |
| ○    | ジョニー・ヴェラスケス   | 5分2R終了 判定2-1                    | KOTC: Socorro                                                      | 2005年7月23日  |
| ×    | 漆谷康宏                 | 5分2R終了 判定0-3                    | DEMOLITION                                                         | 2004年11月14日 |
| ○    | ザック・ホワイト         | 1R 3:23 リアネイキドチョーク         | Desert Extreme                                                     | 2004年9月3日   |

### ベアナックル・ボクシング
- 5戦 4勝（3KO）0敗 1分

| 勝敗 | 対戦相手             | 試合結果          | 大会名                                 | 開催年月日    |
| ○    | 征矢貴               | 2分5R終了 判定3-0 | 超RIZIN.3                              | 2024年7月28日 |
| △    | ダゴベルト・アグエロ | 2分5R終了 判定0-0 | BKFC 59 【BKFCフライ級タイトルマッチ】 | 2024年3月29日 |
| ○    | ジョシュア・リッジ   | 1R 1:49 TKO       | BKFC 48 【BKFCフライ級王座決定戦】     | 2023年8月11日 |
| ○    | ジャロッド・グラント | 1R 1:41 TKO       | BKFC: Knuckle Mania 3                  | 2023年2月17日 |
| ○    | ライアン・ブノワ     | 1R 0:40 KO        | BKFC 28: Ferea vs. Starling            | 2022年8月27日 |

### 総合格闘技エキシビション
| 勝敗 | 対戦相手                 | 試合結果                | 大会名                                             | 開催年月日    |
| ○    | ジョニー・ベッドフォード | 2R 1:00 KO（パウンド）  | The Ultimate Fighter: Team Bisping vs. Team Miller | 2011年7月13日 |
| ○    | ジョン・アルバート       | 5分2R終了 判定3-0       | The Ultimate Fighter: Team Bisping vs. Team Miller | 2011年7月6日  |
| ○    | ブランドン・メルクト     | 1R 1:37 TKO（パウンド） | The Ultimate Fighter: Team Bisping vs. Team Miller | 2011年6月7日  |

## 獲得タイトル
- The Ultimate Fighter 14 バンタム級トーナメント 優勝（2011年）
- 初代BKFCフライ級王座（2023年）

## 表彰
- ガイドージュツ 黒帯
- UFC ファイト・オブ・ザ・ナイト（1回）
- UFC ノックアウト・オブ・ザ・ナイト（2回）
- The Ultimate Fighter 14 ノックアウト・オブ・ザ・シーズン（2011年）

### 試合映像
1. ↑  『【試合映像】ジョン・ドッドソン vs. 征矢貴  / John Dodson vs. Takaki Soya - 超RIZIN.3』RIZIN公式YouTubeチャンネル、2024年。

### 補足映像
1. ↑  『【番組】RIZIN CONFESSIONS #117（※番組内で試合映像＆ジョン・ドッドソンと所英男による試合振り返りドキュメンタリー番組）』RIZIN公式YouTubeチャンネル、2022年。
2. ↑  『【番組】RIZIN CONFESSIONS #125（※試合映像＆ジョン・ドッドソンと竿本樹生による試合振り返りドキュメンタリー番組）』RIZIN公式YouTubeチャンネル、2023年。
3. ↑  『【番組】RIZIN CONFESSIONS #141（※番組内で試合映像＆ジョン・ドッドソンと扇久保博正による試合振り返りドキュメンタリー番組）』RIZIN公式YouTubeチャンネル、2023年。
4. ↑  『【番組】RIZIN CONFESSIONS #157（※番組内で試合映像＆ジョン・ドッドソンと征矢貴による試合振り返りドキュメンタリー番組）』RIZIN公式YouTubeチャンネル、2024年。

### 映像資料
1. ↑  『鈴木芳彦のデプスインタビュー vol.4【ゲスト：ジョン・ドッドソン】』RIZIN公式YouTubeチャンネル、2022年。